# Lucero Isaac
Lucero Isaac (Ciudad de México, 18 de septiembre de 1936) es una escenógrafa, bailarina, directora de arte cinematográfico y artista plástica mexicana.

## Danza y Teatro
1951 
Ingresa a la Academia de Danza Mexicana en el D.F. Director: Miguel Covarrubias
1955 
Estudios de Danza Clásica en Carnegie Hall de Nueva York
1955 
Clases de danza Jazz en diferentes estudios de Nueva York
1955 
Bailarina del grupo de Jazz Latino de Cal Tjader en San Francisco California
1966 
Participa en diferentes eventos teatrales dirigida por Alejandro Jodorowsky en la ciudad de México.
1967 
Baila y actúa en "Tres Cuentos" dirigida por Juan José Gurrola en el Teatro Urueta del D. F.
1968 
Bailarina en el Ballet Africano de los Cinco Continentes de Amalia Hernández en el Palacio de Bellas Artes del D. F. México.
Escenografías
“ Women” de Rafael Buñuel en Los Ángeles California
“Gigi” de Manolo Fábregas en México D. F.

## Cine
En 1964 inicia su carrera como directora de arte para cine y teatro con la producción y dirección de su esposo Alberto Isaac, con una historia de Gabriel García Márquez: “En este Pueblo No Hay Ladrones”
Como directora de arte trabaja en películas dirigidas por: Alberto Isaac, Arturo Ripstein, Jaime Humberto Hermosillo, Juan Manuel Torres, Claudio Isaac, Sergio Olhovich, Juan Luis Buñuel, Maurice Ronet, Juan López Moctezuma, Miguel Littin, Rafael Castanedo, Felipe Cazals, Juan García, Pedro Torres, y Costa Gavras. Incluyendo diseño de vestuario para: Diana Bracho, Charlotte Rampling, Geraldine Chaplin, Max Von Sydow, 
Peter O´Toole, Jorge Luke, Helena Rojo, y María Rojo entre otros.

## Filmografía (Dirección de Arte)
1964 
En Este Pueblo No Hay Ladrones.- Dirección Alberto Isaac
1967 
Las Visitaciones Del Diablo.- Dirección Alberto Isaac
1971 
Los Días Del Amor .- Dirección Alberto Isaac
1972 
El Rincón De Las Vírgenes.- Dirección Alberto Isaac
1972 
El Castillo De La Pureza.- Dirección Arturo Ripstein
1972 
El Señor De Osanto.- Dirección Jaime Humberto Hermosillo 
1973 
El Santo Oficio.- Dirección Arturo Ripstein
1974 
El Cumpleaños Del Perro.- Dirección Jaime Humberto Hermosillo
1975 
La Pasión Según Berenice.- Dirección Jaime Humberto Hermosillo
1975 
Foxtrot.- Dirección Arturo Ripstein
1975
Matinée.- Dirección Jaime Humberto Hermosillo 
1976 
Cuartelazo.- Dirección Alberto Isaac
1977 
Las Noches De Paloma.- Dirección Alberto Isaac
1977 
Las Apariencias Engañan.- Dirección Jaime Humberto Hermosillo
1977 
La Mujer Perfecta.- Dirección Juan Manuel Torres
1978 
Crónica Íntima .- Dirección Claudio Isaac
1978 
Amor Libre.- Dirección Jaime Humberto Hermosillo
1978 
Cadena Perpetua.- Dirección Arturo Ripstein
1978 
La Tía Alejandra.- Dirección Arturo Ripstein 
1978 
Idilio.- Dirección Jaime Humberto Hermosillo
1979 
El Infierno De Todos Tan Temido.- Dirección Sergio Olhovich
1979 
María De Mi Corazón.- Dirección Jaime Humberto Hermosillo
1979 
La Viuda De Montiel.- Dirección Miguel Littin
1980 
La Seducción.- Dirección Arturo Ripstein 
1980 
El Jugador De Ajedrez.- Dirección Juan Luis Buñuel
1980 
El Escarabajo De Oro.- Dirección Maurice Ronet
1981 
Missing.- Dirección Costa Gavras
1981 
Tiempo De Lobos.- Dirección Alberto Isaac
1982 
Confidencias.- Dirección Jaime Humberto Hermosillo
1983 
To Kill A Stranger.- Dirección Juan López Moctezuma
1983 
El Corazón De La Noche .- Jaime Humberto Hermosillo

## Diseño De Arte Para Cine Documental
1984 
Guadalupe Amor.- Dirección Claudio Isaac
1985 
Octavio Paz.- Dirección Claudio Isaac
1985 
Hermenegildo Bustos.-Dirección Rafael Castanedo C/D. Lucero Isaac
1985 
Centenario.- Dirección Rafaél Castanedo- Felipe Cazals
1985 
Leonora Carrington.- Dirección Lucero Isaac

## Fotografía y Diseño de Imagen
1967 
Hace portadas fotográficas para la Compañía disquera RCA para Rubén Fuentes, diseñando la personalidad y vestuario, más el nombre del cantante José José 

## Premios
ARIELES
1973 
Ariel de la Academia De Ciencias y Artes Cinematográficas por Los Días Del Amor 
1973 
Nominación por El Castillo De La Pureza
1974 
Nominación por El Señor De Osanto 
1975 
Nominación por el Santo Oficio
1977 
Nominación por Cuartelazo
1977 
Ariel por Foxtrot
1980 
Nominación por La Tía Alejandra
1980 
Ariel por La viuda De Montiel
1982 
Nominación por Tiempo De Lobos
1983 
Ariel Por Las Apariencias Engañan
2017
Ariel de oro
DIOSAS DE PLATA DE LOS CRITICOS DE LA PRENSA
1972 
Nominación por El Rincón De Las Vírgenes
1974 
Diosa De Plata por El Santo Oficio
1976 
Diosa De Plata por Cuartelazo
1982 
Nominación por Tiempo De Lobos
1982 
Diosa De Plata por La Seducción
1983 
Nominación por Las Apariencias Engañan
PREMIOS OSCAR
1984 
Nominación al Oscar de la Academia de Artes Cinematográficas de Hollywood por Missing

## Escultora de Ensamblajes
EXPOSICIONES INDIVIDUALES
1988 
Aprehensiones Fílmicas, Galería Honfleur, México D. F. 
1989 
Letters That Never Arrived And Other Things, Kerr Gallery, New York N.Y.
1990 
Prohibído Viajar Con Animales, Galería Expositum, D.F. 
1990 
Letters That Never Arrived, Alexandra Monet Fine Arts, New Orleans 
1991 
Night People ´s Theater, Gerald Peters Gallery, Santa Fe, New México
1992 
Night People´s Theater II, Galería De Arte Contemporáneo, México D. F. 
1992 
Night People´s Theater II, Galería del Aeropuerto Internacional, México D.F.
1994 
Forsaken Dreams, Galería Kin, México D. F.
1997 
Lucero Isaac Ensamblajes, Sala De Bellas Artes, Ciudad Juárez México
1998 
ENSAMBLAJES De Lucero Isaac, Centro Cultural Tijuana, Baja California México
2002 
La Memoria Surrealista Lucero Isaac, Galería Oscar Román
EXPOSICIONES COLECTIVAS
1990-91
Art Exhibition, Miami Convention Center
1991 
La Mujer En México, Centro Cultural De Arte Contemporáneo, México D.F. 
1991 
Paralelismos, Centro Cultural De Arte Contemporáneo, México D.F. 
1991 
Creaciones En Movimiento, Museo Carrillo Gil, México D.F. 
1991 
El Collage Del Siglo XX, Centro Cultural De Arte Contemporáneo, México D.F. 
1991 
Women in México, National Academy of Design, New York N.Y. 
1991 
Found Objects, Contemporary Art Museum Delaware, U.S.A.
1991 
La mujer en México, Museo de Monterrey, Nuevo León, México
1991 
Art Show Sena Gallery, Santa Fe, Nuevo México
1991 
Art Show Convention Center, Los Angeles, California 
1991 
The Boundary Rider IX Bienal, Sydney Museum, Australia 
1992
La Colección de Jaques y Natasha Gelman, Centro Cultural De Arte Contemporáneo México
1992
Art Show Convention Center, Los Angeles, California 
1992
Begegnung Mit Dan Anderen, Museo Kassel, Alemania
1993 
Latin Amerika Und Der Surrealismus, Museo Bochum, Alemania
1993 
Regards De Femmes, Museum D'Árt Moderne Lieje, Bélgica
1993 
Pasado Y Presente, Palacio De Iturbide, Centro Histórico De La Ciudad De México
1994
El Sol Y La Luna, Museo José Luis Cuevas, México D.F. 
1995 
Setting The Stage, Eiteljorg Museum, Indianapolis 
1995 
El Romanticismo, Museo José Luis Cuevas, México D.F. 
1996
4 Women, Fine Arts Gallery, New York N.Y.
1996
Modern Minatures, Brewster Gallery, New York, N.Y.
1997
Identidad Morelense, Casa Estudio Siqueiros, Cuernavaca Morelos, México
1997
Exposición Gráfica Filatélica, Casa Estudio Siqueiros, Cuernavaca Morelos, México
1997
Diálogos Insólitos Museo De La Ciudad De Querétaro, México
2000
Familly Album The Brooklyn Museum New York N. Y.
2000
Jaques And Natasha Gelman Collection, Museum of Contemporary Art San Diego, California
2001
Jaques And Natasha Gelman Collection, Dallas Museum Dallas, Texas
2001
Todos Cargan Su Caja De Miel, Centro Histórico de la Ciudad De México
2001
Jaques And Natasha Gelman, Collection Phoenix Museum Of Art Phoenix, Arizona
2003
Fragments Of Memory, Mackey Gallery,
2004
Colección Jaques Y Natasha Gelman, Museo Muros, Cuernavaca Morelos, México
ESCENOGRAFÍAS PARA MUSEOS
1996 
Bar Mambo Sala Siqueiros, Jardín Borda, Cuernavaca Morelos, México
1997 
Buñuel Visto Por Lucero Isaac, Sala Siqueiros, Jardín Borda, Cuernavaca Morelos, México

## Becas
1991 
Creadores Intelectuales, Fondo Para La Cultura y Las Artes México D. F. 
1993 
Grant The Pollock Krasner Foundation, New York 